# Matouille
 (septembre 2019).
Si vous disposez d'ouvrages ou d'articles de référence ou si vous connaissez des sites web de qualité traitant du thème abordé ici, merci de compléter l'article en donnant les références utiles à sa vérifiabilité et en les liant à la section « Notes et références ».
La matouille est un plat traditionnel du massif des Bauges en Savoie. Il est composé d'une tome des Bauges dans laquelle on insère des gousses d'ail et que l'on arrose de vin de Savoie blanc sec avant de la faire fondre. Elle est ensuite consommée accompagnée de pommes de terre.